# 王繼雄
王继雄（？—931年5月5日），五代十国時期閩國奉国节度使兼中书令、知建州王延禀的长子。
天成四年（929年），王延禀称病辞职回乡，请求把建州授给他的儿子王继雄。十二月初五，后唐皇帝李嗣源任命王继雄为建州刺史。长兴二年（931年），王延禀听说闽王王延钧有病，带领儿子建州刺史王继雄统率水军进袭福州。四月十五日，王延禀攻福州西门，王继雄攻东门；王延钧派楼船指挥使王仁達率水军抵抗。王仁达在舟中埋伏了甲兵，假装树白旗请降，王继雄于是屏退左右，登上王仁达的船慰抚。结果王继雄被王仁达所杀，他的头被砍下来，悬挂在西门。王延禀看见之后，哀痛大哭，其众溃散。